# 武义文庙

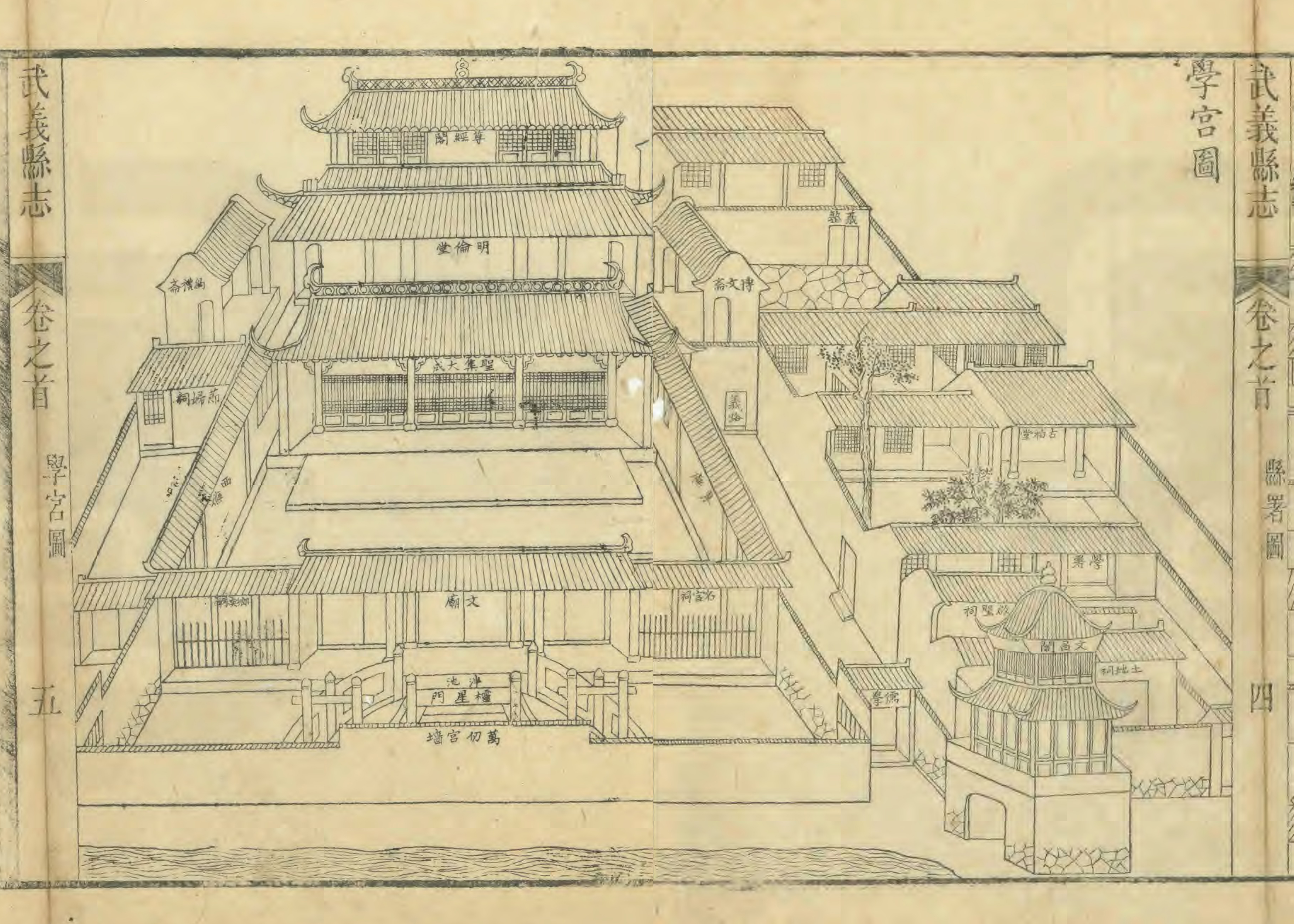
清嘉庆九年（1804）《武义县志》学宫图。

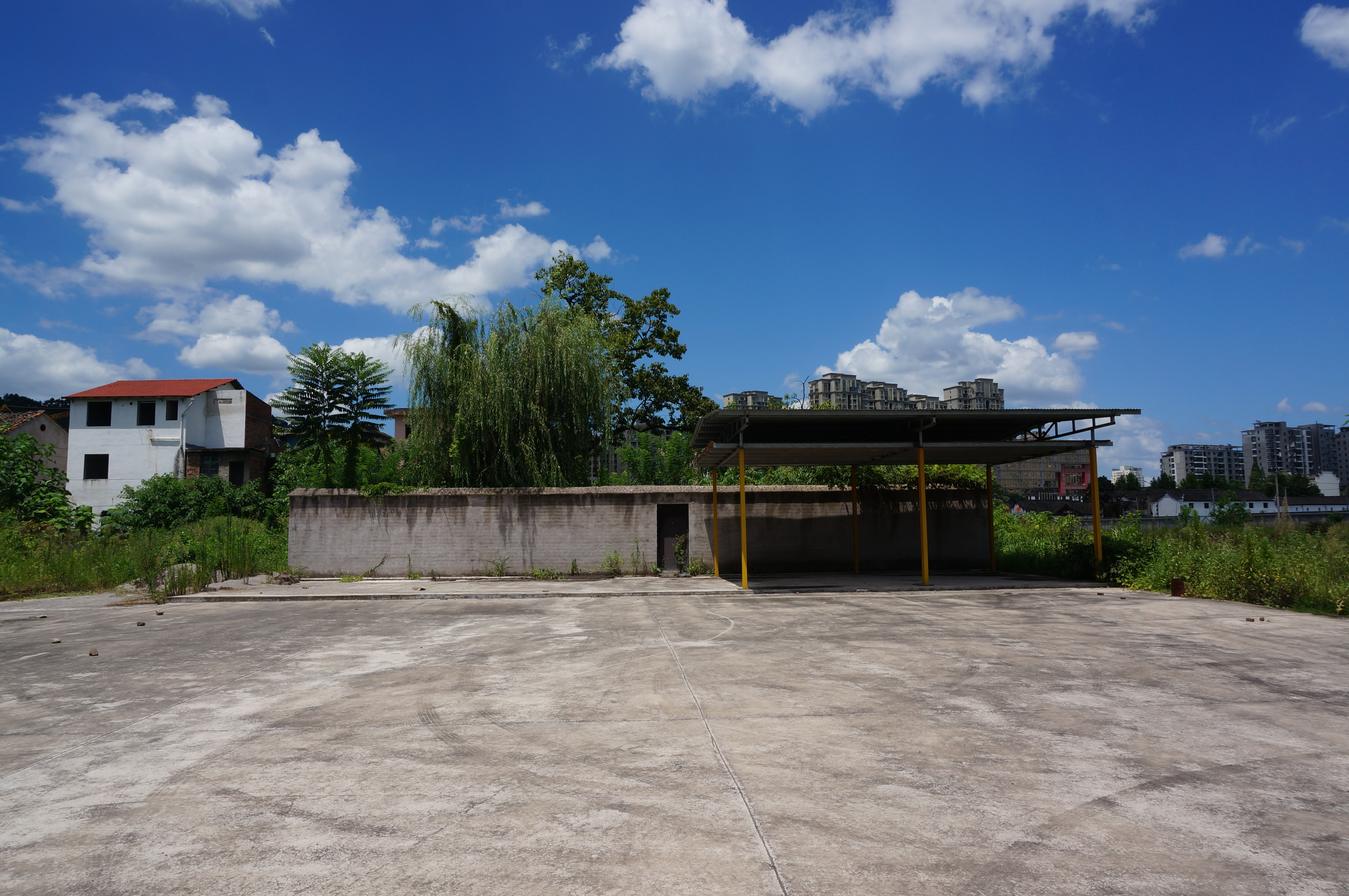
武义文庙原址（2020年年中），围墙内即泮池所在。

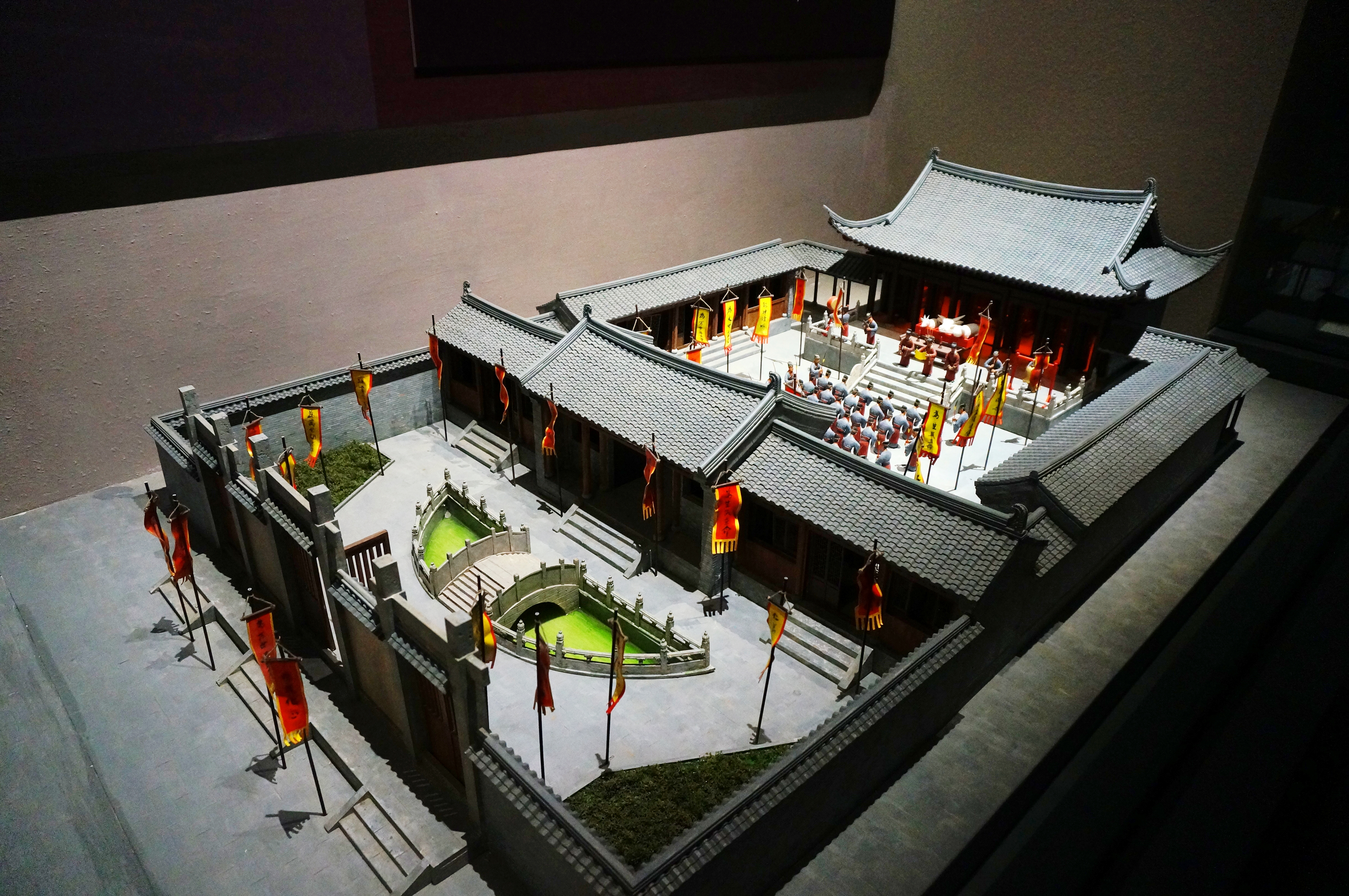
武义文庙模型，示自棂星门至大成殿的部分建筑。

武义文庙为旧时中国浙江金华府武义县县学文庙，原位于县城内西南，即今中国浙江省金华市武义县原武义县第一中学一带，原建筑仅存泮池，目前正在重建中。
武义文庙始建于唐代，原在县治南，北宋崇宁时改建于县西，南宋绍兴十二年（1142年）迁回原址，德祐二年（1276）再迁县西，元前至元十六年（1279）再迁县南，后至元三年（1337）迁至今址。
据清嘉庆九年（1804）《武义县志》记载及附图，武义文庙布局为前庙后学，中轴线上依次为外泮池、万仞宫墙、棂星门、内泮池泮桥、大成门（东为名宦祠，西为乡贤祠）、大成殿（前有东西庑）、明伦堂（前东为博文斋，西为约礼斋）和尊经阁，东南设儒学门及义路通往明伦堂，西南对称位置为节妇祠，儒学门以东为学署，门外为文昌阁。